# Eine Couch in New York
Eine Couch in New York ist eine belgisch-deutsch-französische Filmkomödie von Chantal Akerman aus dem Jahr 1996.

## Handlung
Der New Yorker Psychoanalytiker Henry Harriston und die Pariser Tänzerin Beatrice Saulnier tauschen über eine Anzeige ihre Wohnungen, ohne sich persönlich begegnet zu sein. Beide fliehen aus ihren Lebenszusammenhängen: Die lebenslustige, etwas chaotische Beatrice wird von ihren Verehrern verfolgt. Henry fühlt sich ausgebrannt und erträgt seine Patienten nicht mehr. Er ist festgefahren und gelangweilt, lebt in zwanghafter Ordnung und hat eine Verlobte aus der Upper Class, deren Leben auf Äußerlichkeiten ausgerichtet ist. Beatrice kommt nach New York City und bezieht Wohnung und Praxis des Therapeuten, während Henry in Beatrices Pariser Wohnung einzieht und sogleich argwöhnisch von deren abgewiesenen Liebhabern beobachtet wird.
Beatrice findet sich unabsichtlich in der Rolle der Therapeutin wieder und „behandelt“ die Patienten Harristons als dessen Urlaubsvertretung. Eigentlich hört sie nur freundlich und schweigend zu. Die therapieerfahrene Freundin Anne klärt Beatrice auf, dass Psychoanalytiker besonders wichtige Sätze der Patienten durch Räuspern oder Füllwörter wie „aha“ oder „ja-a“ betonen. Dies wendet Beatrice intuitiv an; sie ist aber eigentlich durch ihre Wärme, Zugewandtheit und ihr Einfühlsvermögen therapeutisch erfolgreich: Den Patienten geht es sichtbar besser, selbst dem Hund des Psychoanalytikers, und die Pflanzen wachsen so üppig „wie im Urwald“.
Henry ist auch in Paris wieder in seiner Rolle als Therapeut gelandet – er darf sich den unglücklichen Liebhaber von Beatrice anhören. So fliegt er nach New York zurück. Am Hauseingang sieht er einen seiner Patienten und stellt überrascht fest, dass der Mann fröhlicher wirkt als jemals zuvor.
Als er seine Praxis betreten will, wird er von Anne, die für Beatrice die Empfangsdame spielt, für einen Patienten gehalten und zunächst abgewiesen. Henry klärt den Irrtum nicht auf, sondern vereinbart unter falschem Namen telefonisch einen Termin. Auf der eigenen Couch schweigt er; er ist mit seinem desolaten Innenleben und seiner festgefahrenen Lebenssituation konfrontiert. Er kann sich dieser Situation jedoch aussetzen, weil er spürt: Beatrice hat genau jenes Interesse an Menschen, das er als Therapeut nicht mehr aufbringen kann.
Beatrice ist immer sie selbst, aufrichtig, mitfühlend und direkt. Henry gibt sich aber nicht zu erkennen, sondern vereinbart neue Treffen. Er scheint sich und sein Leben wieder wichtiger zu nehmen. Er setzt sich auch mit dem Riss zwischen seiner einfachen Herkunft und seinem jetzigen gesicherten, luxuriösen Leben auseinander. In den Therapiestunden mit Beatrice, aber auch auf dem Weg zum Aufzug und bei einer dramatischen Suche nach dem Hund werden sich beide immer vertrauter. Der Zuschauer ahnt es und beide sprechen es gegenüber ihren Freunden auch aus: Sie haben sich ineinander verliebt. Henry ist allerdings immer noch der „Patient John Wire“.
Er traut sich nicht, ihr seine Liebe zu gestehen – sie glaubt, er könne in ihr nur die Therapeutin sehen. Als solche darf sie ohnehin nicht in einen Patienten verliebt sein, erklärt ihr die Freundin. Traurig flieht sie in ihr Zuhause nach Paris. Henry folgt ihr, ist vor ihr am Flughafen und schnappt ihr prompt den Platz weg, sodass sie eine spätere Maschine nehmen muss. So ist er – wieder als Untermieter – vor ihr in ihrer Wohnung, und während er auf dem Balkon die Blumen gießt, betritt Beatrice von der Wohnung eines Freundes aus den Nachbarbalkon, von wo sie Henry bzw. John Wire hören, aber nicht sehen kann. Während ihres Dialogs durch die Hecke von Balkon zu Balkon, in dem Beatrice ihm – dem Therapeuten aus New York – erzählt, sie habe sich in den Patienten John Wire verliebt und deshalb New York verlassen, gibt Henry sich schließlich zu erkennen. Der Weg durchs Treppenhaus ist zu lang – Beatrice will auf direktem Weg übers Geländer in seine Arme, und Henry gesteht, er habe ihre Wohnung wieder in Unordnung gebracht und ihr Nachthemd extra wieder auf den Boden geworfen, damit sie sich wohlfühlen könne.

## Hintergrund
Der Film wurde an wenigen Originalschauplätzen in New York City und in Paris gedreht sowie im ebenfalls koproduzierenden Studio Babelsberg in Potsdam. So entstanden in den Babelsberger Filmstudios Wohnungssets und wurde auch mit Trickaufnahmen gearbeitet: Die im Film vorkommende Couch stand nie wirklich in New York, sondern in der Marlene-Dietrich-Halle der Studios. Modellbauerin Marion Fleischer hatte dort eine 21 Meter lange Kulisse des Central Parks nachgebaut. Das Modell stand neun Meter hinter der Couch. Die Kostüme entwarfen Edith Vesperini und Stéphane Rollot.

## Kritiken
Filmkritiker Dennis Schwartz beklagte, „die talentierte belgische Filmemacherin tischt […] eine formelhafte romantische Sitcom-Komödie auf, ohne jegliche Lust auf Romantik oder irgendetwas Lustiges. Das Drehbuch […] ist ein "dog", die Schauspielerei ist schlecht (die Stars Hurt und Binoche sind fehlbesetzt, sie haben einfach kein Talent für Comedy) und die Handlung ist mit einer schrecklich süßen Prämisse gespickt, die mit Klecksen künstlicher Verrücktheit zwangsernährt wird und mit jeder Verschönerung schlimmer wird“.
Die Zeitschrift TV direkt schrieb hingegen, der Film sei „charmant“ und habe „viel Hintersinn“.
Das Lexikon des internationalen Films resümiert, dass der Film eine „[c]harmante Liebeskomödie“ sei, „die konventionelle Handlungsmuster zur Bestandsaufnahme (zwischen-)menschlicher Beziehungen verdichte[]. Zwar verflach[e] [er] gegen Ende etwas und büß[e] von seiner subtilen Spannung ein, [sei] aber hervorragend gespielt und detailreich inszeniert.“

## Auszeichnungen
Chantal Akerman gewann im Jahr 1996 einen Preis des Internationalen Filmfestivals Karlovy Vary (Karlsbad) und wurde für einen weiteren Preis dieses Filmfests nominiert.